# 2009년 7월
| 2009년: 1월 · 2월 · 3월 · 4월 · 5월 · 6월 · 7월 · 8월 · 9월 · 10월 · 11월 · 12월 |

| <          | 2009년 7월 | 2009년 7월 | 2009년 7월   | 2009년 7월 | 2009년 7월 | >          |
| 일         | 월         | 화         | 수           | 목         | 금         | 토         |
|            |            |            | 1 윤5.9 정미 | 2 10 무신  | 3 11 기유  | 4 12 경술  |
| 5 13 신해  | 6 14 임자  | 7 15 계축  | 8 16 갑인    | 9 17 을묘  | 10 18 병진 | 11 19 정사 |
| 12 20 무오 | 13 21 기미 | 14 22 경신 | 15 23 신유   | 16 24 임술 | 17 25 계해 | 18 26 갑자 |
| 19 27 을축 | 20 28 병인 | 21 29 정묘 | 22 6.1 무진  | 23 2 기사  | 24 3 경오  | 25 4 신미  |
| 26 5 임신  | 27 6 계유  | 28 7 갑술  | 29 8 을해    | 30 9 병자  | 31 10 정축 |            |

| - 7월 4일 - 조성옥 - 7월 5일 - 장을병 - 7월 7일 - 이원범 - 7월 11일 - 지셴린 - 7월 27일 - 박세직 편집하기 |

## 2009년7월 31일
- 대한민국의 보물 1085호인 동의보감이 세계기록유산으로 등재되었다.

## 2009년7월 29일
- 스페인 북부 부르고스의 민병대 병영건물 외곽에서 차량 폭탄 테러가 발생하여 64명이 부상당했다. 스페인 정부는 테러의 배후로 바스크 지방의 분리 독립운동 단체인 ETA를 비난하였다.
- 중국 광시 좡족 자치구 류저우(柳州)에서 폭우로 인한 산사태로 열차가 탈선해 4명이 사망했고 50여명이 부상당했다고 신화통신사가 보도했다. 철도 당국은 류저우시 시내 병원들에 입원한 부상자중 10명이 중상이며 승객 1천500여명은 인근 류청(柳城)역으로 후송했다고 설명했다.
- 대한민국 LG디스플레이의 채권단이 홍콩계 투자펀드에 지분을 모두 매각했다. 이후 회사명을 '메르디안 솔라 앤 디스플레이'로 변경했다.

## 2009년7월 28일
- 이라크 바그다드 라피다인 은행에 무장강도가 침입해 8명이 사망했고 80억 디나르(한화 약 85억 원)을 털어 달아났다.
- 나이지리아 북부에서 보안당국이 이슬람 원리주의 세력의 거점을 포격했다. 목격자는 최근 3일간의 충돌로 250여 명이 사망했을 것으로 추정한다고 프랑스 통신사가 보도했다.
- 대한민국에서 《SBS 슈퍼모델 선발대회》 예선이 열렸고 대한민국 최초로 트랜스젠더인 최한빛이 통과됐다. 본선은 금년 9월 25일 경남 거제에서 열린다.

## 2009년7월 27일
- 미국에서 매년 7월 27일을 '한국 전쟁 참전용사 휴전 기념일'로 정했고 정부 부처와 관공서 등에서 성조기가 조기로 게양된다.
- 카리브해의 터크스케이커스 제도 인근에서 약 200명의 아이티 이민자를 태운 선박 한 척이 전복됐다고 미국 해안경비대가 28일 밝혔고 AP 통신사가 보도했다. 113명은 암초로 대피해 구조 중이며 80여명은 실종됐다.

## 2009년7월 26일
- 중국 마카오의 행정장관 선거에서 친중파 후보(단독)인 페르난두 추이(崔世安, 최세안, 52세) 전 사회문화사장(사회 · 문화담당 부총리격)이 당선됐다고 선거위원회가 발표했다.

## 2009년7월 25일
- 대한민국 경기도 의정부시에서 경전철 건설 도중 교각 상판이 붕괴됐다. 이로 인해 작업 중이던 인부 5명이 사망했고 8명이 부상당했다.
- 대한민국 광주 무등 경기장 야구장에서 프로야구 올스타전이 개막되었다. 스타 44명이 참가해 동·서부 리그 팀으로 나뉘어 선의의 경쟁을 펼쳤다.
- 필리핀의 글로리아 마카파갈 아로요 대통령이 이슬람 반란군들과 장기간 전투를 벌여왔다가 일방적인 휴전을 선포했다고 필리핀 데일리 인콰이어러 신문이 보도했다.
- 중국 쓰촨성 원촨현에 폭우로 인해 산사태와 민강의 교량이 파괴되면서 최소 3명이 사망하고 12명이 부상했다고 신화통신사가 보도했다.
- 조선민주주의인민공화국의 '조선인강제연행피해자, 유가족협회'는 아소 다로 일본 총리의 가문이 일제강점기 때 개발한 아소 탄광에 조선인(연합군 포로 포함)을 연행 또는 동원해 강제노동을 시킨 사실을 확인한 조사보고서를 발표하고 이에 대한 진상조사 및 사죄,배상을 촉구했다고 조선중앙통신이 보도했다. 과거 2005년에 하야시(林) 에이다이씨가 관련 자료를 공개한 적이 있다.
- 스웨덴의 이동통신회사인 에릭슨이 파산 신청한 캐나다 노텔사의 무선 분야를 11억3천만달러(한화 약 1조4108억원)에 인수하는 데 성공했다고 CTV 방송이 보도했다.

## 2009년7월 24일
- 대한민국 서울 지하철 9호선의 1단계 구간인 개화 ~ 신논현 사이 27.0km, 25개 역이 개통되고, 9호선이 운행을 개시하였다.
- 대한민국 국방부가 경기도 고양시 육군 소속의 병 30명이 23일 신종플루 확진환자로 판명돼 국군수도병원에서 격리치료 중이라고 밝혔다.
- 대한민국 서울 월드컵 경기장에서 '금호 타이어컵 맨체스터 유나이티드 코리아투어 2009' 행사로 맨체스터 유나이티드 대 FC서울이 경기를 펼쳐 맨체스터 유나이티드가 3대2로 승리하였다.
- 대한민국 서울무역전시컨벤션센터에서 'e스포츠 페스티벌'을 개최했다. 26일까지 진행된다.

## 2009년7월 23일
- 대한민국 서울고등법원 형사3부의 이성호 부장판사가 경기 서남부 부녀자 연쇄 살인 사건의 항소심 재판에서 살인범 강호순에게 1심과 같이 사형을 선고했다.
- 대한민국 민주당 등 야 3당이 헌법재판소에 방송법의 효력정지가처분 및 권한쟁의심판청구를 신청했다.

## 2009년7월 22일
- 아시아의 일부 국가에서 일식이 발생했다.
- 대한민국 국회에서 미디어법에 대해 김형오 국회의장이 직권 상정을 결정한 뒤 사회권을 한나라당 소속 이윤성 국회 부의장에게 위임하여 이와 관련된 모든 법안이 가결되었다. 그러나 재투표, 대리투표 의혹 등 논란이 끊이지 않고 있다.
- 오스트레일리아 시드니에서 미스월드 오스트레일리아 대표 선발대회가 개최됐고 소피 라바스(Sophie Lavers)양이 대표가 됐다고 프랑스 통신사가 보도했다.

## 2009년7월 21일
- 일본 중의원의 의장인 고노 요헤이가 해산을 공식으로 발효해 해산되었다.

## 2009년7월 20일
- 독일의 아우토반에서 259중 연쇄 추돌사고가 발생해 66명이 부상당했다.

## 2009년7월 18일
- 중국과 러시아가 지린성 타오난 시에서 반테러합동군사훈련을 실시했다고 중국신문사가 보도했다.

## 2009년7월 17일
- 인도네시아 자카르타의 메리어트호텔과 리츠칼튼호텔에서 연쇄 폭탄 테러가 발생해 9명이 사망 41명이 부상으로 알려졌다.

## 2009년7월 15일
- 이란 카스피안항공 소속 F7908 여객기가 승객 153명과 승무원 15명을 탑승시키고 이륙 16분만에 카즈빈 지역 농지에 추락해 전원이 사망했다고 재난재해본부 본부장이 밝혔다.
- 뉴질랜드 남서부 연안에서 규모 7.8의 강진이 발생했다고 미국 지질조사국이 밝혔다.
- 미국 항공우주국의 인데버 우주왕복선이 케네디 우주센터에서 발사됐다. 17일에 국제 우주 정거장과 도킹할 예정이다.

## 2009년7월 14일
- 오스트레일리아 정부가 자국 제약사 CSL에 신종플루 백신 2,100만 회분을 생산할 것을 의뢰했다.
- 프랑스 혁명 기념일인 바스티유 데이를 맞아 에펠탑에서 불꽃놀이 행사가 열렸다고 AP 통신사가 보도했다.
- 마이크로소프트에서 마이크로소프트 오피스 2000에 대한 지원을 중단했다.

## 2009년7월 12일
- 중국 하이난성과 광둥성에 제5호 태풍 '사우델로트'가 상륙해 강풍과 폭우를 퍼부었다.

## 2009년7월 11일
- 대한민국 충청남도 보령시가 대천해수욕장에서 보령머드축제를 시작했다. 이 축제는 19일까지 계속된다.

## 2009년7월 9일
- 아프가니스탄 카불 간선도로에서 화물차 속의 폭발물이 폭발해 25명이 사망했다고 프랑스 통신사가 보도했다.

## 2009년7월 8일
- 대한민국 농림수산식품부와 농산물품질관리원이 원산지표시제도의 운영 효과를 발표했다. 이 제도로 인해 품질에 따라 상품을 차별화하는 계기가 됐다.

## 2009년7월 7일
- 필리핀 남부에서 폭탄 테러가 발생해 최소 6명이 사망, 40명이 부상당했다고 경찰이 밝혔다.
- 케냐의 우후루 케냐타 재정부 장관이 농업, 수자원, 재생가능 에너지, 식수, 에이즈 퇴치 관련해 세계은행 그룹과 독일, 일본 정부와 114억5천만 실링(한화 약 1천908억 원)의 자금 지원을 받기로 계약했다.
- 대한민국 의정부지방검찰청 고양지청 형사2부는 KT 임직원과 협력업체 간부를 배임수재 혐의로 적발해 7명 구속, 47명 불구속 기소했다.
- 독일에서 세계 최초 연료전지 항공기가 비행에 성공했다고 프랑스 통신사가 보도했다. 독일항공우주연구소, BASF 화학, 랑게 항공, 덴마크 세레너지 등이 공동 개발한 '안타레스 DLR-H2' 동력 글라이더는 항속거리가 750km(465마일)에 달하고, 5시간 동안 비행할 수 있다.
- 대한민국과 미국의 주요 정부기관 사이트를 포함한 26개 사이트가 해커의 DDoS 공격을 받아 마비되었다. 공격은 7월 8일에도 계속되어, 7일에 공격을 받은 일부 사이트를 포함한 대한민국의 16개 사이트가 또다시 마비 상태에 놓였다.

## 2009년7월 6일
- 중국 신장 위구르 자치구 우루무치 시에서 5일 발생한 유혈 시위로 140명이 사망했다고 프랑스 통신사가 보도했다. 앞서 신화통신사는 129명이 사망, 816명이 부상이라고 전했다.
- 중국 중남부지역에서 6월 28일 ~ 7월 5일 지속된 폭우로 인해 75명 사망, 13명 실종되고 약 4천만명이 피해를 입었다고 신화통신사가 보도했다.
- 미국 연방 수사국이 골드만삭스의 자동트레이딩코드 기밀을 해외 서버로 유출하려 한 혐의로 임원인 세르게이 알레이니코프(Sergei Aleinikov, 39세)를 체포했다고 파이낸셜 타임즈가 보도했다.
- 일본의 경찰이 야마구치현 경찰에 자수한 다카미 스나오(高見素直, 41세)를 현주건조물방화혐의로 구속했다. 이 용의자는 5일 오후 4시15분께 일본 오사카시 고노하나(此花)구 성인오락실에서 4명을 살해하고 19명을 중경상을 입히고 건물을 방화했다는 혐의가 있다.

## 2009년7월 5일
- 일본 재무성이 미국의 온라인 서점인 아마존닷컴에 대해 약 140억 엔(한화 약 1천 852억원)의 세금을 추징하는 처분을 내렸다고 아사히 신문이 보도했다. 아마존 닷컴은 일본내에서 물류 이외의 업무를 수행하고 있다는 혐의가 있다.
- 윔블던 테니스 대회 남자 단식 결승에서 스위스의 로저 페더러(Roger Federer)가 미국의 앤디 로딕을 꺾고 우승하면서 그랜드 슬램 남자 단식 역대 최다 우승(15회) 기록을 수립했다.

## 2009년7월 4일
- 대한민국 문화재청이 2008년 숭례문 방화 사건으로 손상된 숭례문 현판을 복원해서 일반에 공개했다.
- 대한민국 전주실내체육관에서 제3회 세계태권도문화엑스포가 개막됐다. 세계 40여 개국 선수와 임원 1천100명과 시민 등 3천여명이 참석했다.
- 삼성엔지니어링이 알제리 국영석유회사인 소나트랙(Sonatrach)이 발주한 26억달러(약 3조2천500억원) 규모의 정유시설 현대화 사업을 수주하는 데 성공했다고 밝혔다.

## 2009년7월 3일
- 대한민국 식품의약품안전청 위해사범중앙수사단이 반품된 고추장과 된장 등 장류를 재활용 해서 유명항공사 기내식(17만2889kg, 시가 19억7800만원 상당)으로 판매한 혐의로 남제천농협 공장 제조책임자를 구속해 수사했다.
- 이탈리아 라킬라에서 규모 4.1의 지진이 발생했다. 8일에 G8 확대정상회의 개최 예정지다.
- 미국의 여성 정치인 세라 페일린이 알래스카 주지사 재선에 도전하지 않고 오는 25일께 사퇴하며 남은 기간은 숀 파넬 부지사에게 지사직을 인계한다고 선언했다.
- 일본 애니메이션의 일종인 괴물 이야기가 일본의 도쿄 메트로폴리탄 텔레비전방송국에서 방영을 개시하였다.

## 2009년7월 2일
- 조선민주주의인민공화국이 함경남도 함흥시에서 단거리 미사일 4발을 동해상으로 발사했다고 대한민국 국방부가 밝혔다.
- 대한민국 경기지방경찰청 제2청 광역수사대가 대포차량 1만2천대를 전국으로 유통시킨 사건을 적발해 매매상 96명과 단속하지 않은 공무원 22명을 검거해 구속영장을 신청했다.

## 2009년7월 1일
- 아프가니스탄 헬만드주에서 미국 해병대 병력 4천 명이 탈레반 일격 작전(Operation Khanjar)을 시작했다고 프랑스 통신사가 보도했다.
- 미국 캘리포니아주의 아널드 슈워제네거 주지사가 재정 비상사태를 선포했다.
- 중국 베이징시 차오양구 왕징 지역의 난후중위안(南湖中園)소학교(초등학교)에서 2, 3학년 학생 16명이 집단발열을 일으켰으며, 이중 7명이 신종플루 감염자로 확인됐다고 베이징 신문 신경보가 보도했다.
- 대한민국 국회 환경노동위원회 소속 한나라당 의원들이 비정규직법 개정안을 기습 상정하자 야당이 크게 반발했다.
- 미국의 워런 버핏이 15억3000만달러(한화 약 2조원) 상당의 주식을 자선재단에 기부했다고 로이터가 보도했다.